# 普里維特涅 (卡緬涅茨-波多利斯基區)
48°43′39″N 26°51′26″E / 48.72750°N 26.85722°E
普里維特涅（烏克蘭語：Привітне），是烏克蘭的村落，位於該國西部赫梅利尼茨基州，由卡緬涅茨-波多利斯基區負責管轄，始建於1967年 ，面積0.83平方公里，2001年人口158，人口密度每平方公里189.5人。